# Historia del uniforme de Everton de Viña del Mar
Si bien existen pocos antecedentes, una investigación desarrollada por el periodista e historiador Ricardo Gatica Labra, con motivo de la celebración del centenario de la institución en el año 2009, determinó que el primer uniforme utilizado por Everton en su historia fue de color rojo, detalle por el cual los medios de comunicación de la época se referían al club como «los Granates de Valparaíso». Para abril de 1915 el club utilizaba una camiseta granate con una «V» amarilla en el pecho. Tras pasar por unas camisetas granate con mangas y cuello blanco y pantalón violeta, en 1916, y luego de un acuerdo del directorio, se definieron los colores azul y oro, con el diseño de camiseta azul con mangas de color amarillo. Estos colores fueron usados por primera vez en un encuentro frente al Santiago Badminton.
El uniforme actual fue establecido en 1925 cuando se encargó al jugador y comerciante argentino José Luis Boffi que comprara nuevas camisetas para el club, con el diseño a franjas, en su próximo viaje a Buenos Aires, dada la dificultad que representaba conseguirlos en Chile en aquellos años. Sin embargo, Boffi no habría encontrado dicho diseño por lo que decidió enviar camisetas de Boca Juniors, que si bien no correspondían al modelo, si presentaban los colores solicitados. Por lo tanto desde 1925 en adelante Everton ha mantenido sus colores tradicionales, con la camiseta azul, con una franja horizontal amarilla y el pantaloncillo y las medias azules; variando solo en los modelos presentados. Para abril de 1915 el club utilizaba una camiseta granate con una «V» amarilla en el pecho. Tras pasar por unas camisetas granate con mangas y cuello blanco y pantalón violeta, en 1916, y luego de un acuerdo del directorio, se definieron los colores azul y oro, con el diseño de camiseta azul con mangas de color amarillo. Estos colores fueron usados por primera vez en un encuentro frente al Santiago Badminton.
En ese sentido cabe destacar que la elección del azul y amarillo por parte de Boca Juniors se atribuye a que, al no tener un uniforme definido en sus comienzos, decidieron adoptar los colores de la bandera del primer barco que entrara al puerto de La Boca. Ese barco resultó ser sueco, lo que llevó a la adopción del azul y amarillo como colores oficiales del club.
Con respecto al uniforme alternativo, el rojo inicial fue utilizado en los años 1940 y 1950, y de ahí se ha variado entre el blanco y el amarillo, con modificaciones en cuanto a diseños, cabiendo resaltar el uso de pantalones azules y franja horizontal tanto del mismo color como en amarillo. Para el 2011 el directorio confirmó que la camiseta alternativa será de color rosado, pero por presiones de la barra no se llevó a cabo. Desde la llegada de los inversores extranjeros a la institución, el equipo comenzó a variar el tono de sus uniformes alternativos, pasando por el amarillo, el blanco, el rosa e incluso el fucsia. Los modelos comerciales han tenido, en su mayoría buen recepción por parte de los aficionados viñamarinos, incremenrando de esta forma la variedad en los diseños anuales.

## Uniforme titular
| 1909-15 | 1915 | 1916-1917 | 1925 | 1925 | 1926-1942 | 1943 | 1946-48 | 1949 |

| 1951 | 1952-54 | 1954 | 1955-60 | 1961 | 1962 | 1963-65 | 1965 | 1966-67 |

| 1969-70 | 1972 | 1973 | 1976-80 | 1981-82 |  | 1983 |  | 1986 |  | 1987-88 |  | 1988 |

|  | 1988 |  | 1989-90 |  | 1991/92 |  | 1992 |  | 1993 |  | 1993-1994 | 1994-1997 | 1997-2001 | 2001 |

| 2002-03 | 2004-2005 | 2006 | 2007-2008 | 2009 | 2010 | 2011 | 2011 | 2012 |

| 2012-13 | 2013-14 | 2014-15 | 2015 | 2015-16 | 2016-17 | 2017-18 | 2019-20 | 2020-21 |

| 2022 | 2023 | 2024 |

## Uniforme alternativo
| 1952 | 1962 | 1982 | 1984 | 1985 | 1990 | 1991 | 1991-1993 | 1993-94 |

| 2001 | 2004-2005 | 1995-2005 | 2005-2007 | 2008 | 2009 | 2010 | 2011 | 2011 |

| 2012 | 2012-13 | 2013 | 2014 | 2014-15 | 2015-16 | 2016-17 | 2018 | 2019-20 |

| 2020-21 | 2022 | 2023 | 2024 |

## Tercer uniforme y uniformes conmemorativos
| 1955 | 1963 | 2011 | 2016 | 2016 | 2017 | 2017 | 2018 | 2019 |

| 2019 | 2021 | 2021 | 2022 | 2022 | 2023 | 2023 | 2024 | 2024 |

## Indumentaria y patrocinadores
| Período   | Proveedor             |
| --------- | --------------------- |
| 1985-1991 | Le Coq Sportif        |
| 1991-1993 | Adidas                |
| 1994-1996 | Uhlsport              |
| 1997-2001 | Puma                  |
| 2001      | Uhlsport              |
| 2002-2003 | Training Professional |
| 2004-2006 | Lotto                 |
| 2007-2008 | Brooks                |
| 2009-2010 | Umbro                 |
| 2011-2012 | Penalty               |
| 2012-2015 | O'Concept             |
| 2015-2016 | Train                 |
| 2016-2020 | Pirma                 |
| 2020-     | Charly                |

| Período   | Proveedor     |
| --------- | ------------- |
| 1980      | Pollón de Oro |
| 1981      | Audiomar      |
| 1985-1987 | PreUnic       |
| 1989      | Casio         |
| 1989-1991 | Tavelli       |
| 1991-1993 | Enami         |
| 1993-2011 | Cristal       |
| 2012-2018 | Viña del Mar  |
| 2019-2020 | Marathonbet   |
| 2020-2023 | Claro         |
| 2025-     | Terrawind     |